# W Horologii
W Horologii är en halvregelbunden variabel av SRB-typ i stjärnbilden Pendeluret. 
Stjärnan har visuell magnitud +8,84 och varierar med en amplitud av 0,38 med en period av 137 dygn.